# Dajszum
Dajszum (arab. ‏ديشوم‎) – nieistniejąca już arabska wieś, która była położona w Dystrykcie Safedu w Mandacie Palestyny. Wieś została wyludniona i zniszczona podczas I wojny izraelsko-arabskiej, po ataku Sił Obronnych Izraela w dniu 30 października 1948.

## Położenie
Dajszum leżała w Górnej Galilei, w Górach Naftali w odległości 1 kilometra na południowy wschód od granicy z Libanem i 12,5 km na północ od miasta Safed. Według danych z 1945 do wsi należały ziemie o powierzchni 2 304,4 ha. We wsi mieszkało wówczas 590 osób.
| własność gruntów | powierzchnia gruntów (hektary) |
| ---------------- | ------------------------------ |
| Arabowie         | 2 239,3                        |
| Żydzi            | 0                              |
| publiczne        | 11,6                           |
| Razem            | 2 304,4                        |

| Rodzaj użytkowanych gruntów | hektary |
| --------------------------- | ------- |
| uprawy nawadniane           | 61,1    |
| uprawy zbóż                 | 534,1   |
| nieużytki                   | 1 709,2 |
| zabudowane                  | ?       |

## Historia
W 1596 we wsi Dajszum znajdowało się 50 mieszkańców, którzy utrzymywali się z upraw pszenicy, jęczmienia, oliwek, owoców, winogron, oraz hodowli kóz i uli. W okresie panowania Brytyjczyków Dajszum była średniej wielkości wsią.

Podczas wojny domowej w Mandacie Palestyny w rejonie wioski Dajszum stacjonowały siły Arabskiej Armii Wyzwoleńczej. Podczas I wojny izraelsko-arabskiej w październiku 1948 Izraelczycy przeprowadzili operację Hiram. W dniu 30 października Dajszum została zajęta przez izraelskich żołnierzy. Następnie wieś została wysiedlona, a wszystkie domy wyburzono.

## Miejsce obecnie
W rejonie wioski Dajszum utworzono w 1953 moszaw Diszon.
Palestyński historyk Walid Chalidi, tak opisał pozostałości wioski Dajszum: „W miejscu wioski rosną kaktusy i ciernie. Dowodem istnienia dawnego Dajszum są stosy kamieni zniszczonych domów i tarasów. Moszaw Diszon wykorzystuje okoliczną ziemię do wypasu zwierząt i upraw jabłoni”.